# Голям Поровец
Голям Поровец е село в Североизточна България, област Разград, община Исперих. След Освобождението селото носи името Голяма Кокарджа.

## География
Село Голям Поровец се намира на 6,5 км от общинския център град Исперих и на 3,5 км от село Лудогорци. Главен път E205 минава през селото и има отклонение за село Малък Поровец, което е на 7 км. Източно от селото преминава жп линията Самуил – Силистра и има жп спирка.
В покрайнините на селото текат две реки. Едната е „Цара-Цар“, а другата е „Голяма река“. На първата има два моста. Старият е строен през 1911 година от италиански инженер, а този в експлоатация e строен през 1980-те.
Източно от града е язовир „Исперих-1“.

## Религии
Източно православни и мюсюлмани.

## Обществени институции
Основният поминък на селото в годините след 1930 до края на 80-те е керамичната фабрика, построена от Васил Иванов Вълков. През годините от работа в нея са се препитавали до 150 семейства. Прекратява дейността си през 1992.

## Културни и природни забележителности
Близо до селото се намира пресъхналото езеро Къвръна.
В центъра на селото се намира намира паметник на Панайот Банков (Пешо) – партизанин, загинал в България. Близо до паметника се издига сградата на читалище „Самообразование“, сградата на кметството и началното училище „Д-р Петър Берон“, което вече не отваря врати за учениците.

## Редовни събития
Едно от редовните събития е честването на сбора на селото, който е на 2 юни.
1. ↑  www.grao.bg